# Хајнц Филд
Хајнц Филд је стадион који се налази у америчком граду Питсбургу, Пенсилванији. Стадион пре свега служи за амерички фудбал. Питсбург Стилерси и Питсбург Пантерси своје утакмице као домаћини играју на Хајнц Филду. Такође, стадион повремено угости и најбоље екипе америчке професионалне лиге у хокеју као део НХЛ Winter Classic. Стадион носи име истоимене компаније за прераду хране која своје седиште има такође у Питсбургу.
Изградња стадиона је почела 1999. године на месту некадашњег Три Риверс стадиона и трајала је укупно две године. Хајнц Филд је свечано отворен 18. августа 2001. Прва незванична утакмица је одиграна 25. августа кад су Стилерси савладали Лајонсе резултатом 20-7. Први званичан меч је одгиран 1. септембра 2001. у оквиру НЦАА колеџ фудбала када су Питсбург Пантерси савладали Источни Тенеси резултатом 31-0.